# Niżnije Kigi
Niżnije Kigi (ros. Нижние Киги) – wieś (sieło) w Rosji, w Baszkortostanie, w rejonie kigińskim. W 2010 liczyła 1380 mieszkańców, głównie Tatarów.